# Markland (plaats in Canada)
Markland is een dorp en local service district in de Canadese provincie Newfoundland en Labrador, in het oosten van het eiland Newfoundland. De plaats is in 1934 opgericht als een op landbouw gerichte modelgemeenschap.

## Geografie
Markland is gelegen langs provinciale route 81 te midden van het sterk beboste binnenland van het schiereiland Avalon in het uiterste zuidoosten van Newfoundland. Het grondgebied is 10 km lang langs zijn noord-zuidas en gemiddeld genomen zo'n 2 km breed.
Het relatief grote dorp Whitbourne grenst aan het noordelijke uiteinde van het dunbevolkte Markland. Naar het zuiden toe is de dichtstbij gelegen plaats het 15 km verder gelegen Colinet. De provinciehoofdstad St. John's ligt 65 km verder naar het noordoosten toe (op een rijafstand van 91 km).

## Geschiedenis

### Stichting van Markland
De sterk op visexport gerichte economie van het Dominion Newfoundland was zwaar getroffen door de crisis van de jaren 1930. De Commission of Government die het dominion toen bestuurde belaste het Land Settlement Board of Newfoundland om landbouwgemeenschappen op te richten als alternatief op de visserij. Het bekendste voorbeeld van zulke experimentele modelgemeenschappen is Markland.
Het voor de landbouw potentieel interessante gebied centraal op het schiereiland Avalon werd uitgekozen in 1933. Het toen nog sterk beboste gebied werd "Markland" genoemd naar het gelijknamige, bosrijke land dat door middeleeuwse Groenlanders in Noord-Amerika ontdekt was. Onder toezicht van zes trustees begon de bouw van Markland in mei 1934. Een van hen, de Nederlandse landschapsarchitect R.H.K. Cochius, was belast met het preliminaire onderzoek, de planning van het dorp en de bouw van de woningen. Na de afwerking van Markland was de sterk op discipline hamerende Cochius er ook toezichthouder.
Markland werd onderverdeeld in zes verschillende naburige gemeenschappen die ieder een volgnummer kregen. De gemeenschappen 1, 2, 3 en 6 lagen langs de van noord naar zuid lopende hoofdbaan (provinciale route 81). Gemeenschappen 4 en 5 lagen iets ten westen van die baan, bij de Rocky River, en stonden gezamenlijk ook bekend als Nuggetville.
De bossen werden eerst gekapt met industriële middelen en de houten blokhuizen werden gebouwd door professionele timmermannen. Cochius bepaalde dat de huizen op hoger gelegen land moesten gebouwd worden om de grootste visuele impact te creëren, al werd er hierdoor geen rekening gehouden met blootstelling aan weer en wind, noch de locatie van de meest vruchtbare gronden. De burgers die zich er vestigden waren voornamelijk ex-soldaten uit de hoofdstad St. John's en vissers uit de vele kleine dorpen langs Conception Bay, waaronder velen uit Victoria. Bij de toewijzing van de woningen werd er geen rekening gehouden met de verschillende christelijke denominaties of familieconnecties.

### Beginperiode
Eind 1934 telde Markland 60 huizen die afgewerkt of in aanbouw waren, vijf blokhutten bewoond door zes gezinnen, een winkel, een school en een schuur in aanbouw. In 1935 vatte de bouw van het hospitaal aan; het kende zijn opening op 1 januari 1936. Het was grotendeels gepercipieerd als een soort van commune en het merendeel van de landbouwgrond was dan ook communaal van aard. Alle kolonisten werkten op de gemeenschappelijke gronden met als uiteindelijke bedoeling de initiële opstartkosten terug uit het project te krijgen.
De landbouwers werden niet betaald in geld maar kregen op basis van hun arbeidsbijdrage goederen uit de gemeenschapswinkel. Voor de kinderen werd overheidsonderwijs volgens het Noorse model voorzien (in tegenstelling tot het door de kerkgenootschappen voorziene onderwijs in de rest van Newfoundland).

### Achteruitgang
Na zo'n twee jaar bleek reeds dat het maatschappijconcept van Markland financieel gezien te duur was. Hoewel het dorp met grote idealen opgericht was, waren er in praktijk veel problemen. Het ging onder meer over de beperkte onderlinge communicatie en sociale integratie wegens de ver uit elkaar staande woningen, de werkkampsfeer die er heerste wegens de strikt gehandhaafde discipline, de alimentatie in de communale winkel die niet veel meer dan openbare onderstand was (maar wel veel moeilijker te verkrijgen) en de wil van vele kolonisten om een eigen boerderij uit te bouwen eerder dan aan communale landbouw te doen.
De eerste jaren bleven de meeste gemeenschappelijke aspecten nog grotendeels overeind. Vooral vanaf 1939–40 begonnen in snel tempo alle communale aspecten van de gemeenschap te vervallen, onder andere na onophoudelijke emigratie en verminderde overheidssteun. Na een resem studies werd er uiteindelijk besloten de communale landbouw volledig af te schaffen en de landbouwers die het communale land bewerkten in cash te betalen. In 1941 besloten daarenboven de meeste overblijvende inwoners te vertrekken om voor goede lonen mee te werken aan de bouw van de Amerikaanse zeemachtbasis van Argentia. In 1945 werd ten laatste ook de gratis staatsschool gesloten en vervangen door twee scholen onder toezicht van twee verschillende kerkgenootschappen.

### Na de Tweede Wereldoorlog
Na de Tweede Wereldoorlog was Markland, na het volledig wegvallen van het oorspronkelijke communale model, in essentie een nederzetting zoals de meeste andere op Newfoundland. Het aantal inwoners dat actief bleef in de landbouw was daarenboven erg beperkt. In het kader van de provinciale hervestigingspolitiek verhuisden de inwoners van Nuggetville en werden zodus gemeenschappen 4 en 5 definitief ontvolkt. De inwoners van het aan de provinciebaan liggende hoofdgedeelte van Markland verwijzen in de 21e eeuw nog steeds naar hun buurt als "Number 1", "Number 2", "Number 3" of "Number 6".
Het Markland Cottage Hospital bleef belangrijk voor de regio en diende als ziekenhuis voor een groot omliggend gebied van 20.000 inwoners. Begin jaren 1980 werd het uitgefaseerd om uiteindelijk in 1985 te sluiten (ten voordele van een nieuw ziekenhuis in het aangrenzende Whitbourne). Ook beide scholen sloten uiteindelijk met als vervanging sindsdien een schoolbus die de Marklandse kinderen dagelijks naar Whitbourne vervoert.
In 1996 kreeg Markland beperkt lokaal bestuur doordat het een local service district werd.

## Demografie
De designated place Markland kende de voorbije decennia, net zoals de meeste afgelegen plaatsen op Newfoundland, een dalende demografische trend. Tussen 1991 en 2021 daalde de bevolkingsomvang van 322 naar 210. Dat komt neer op een daling van 112 inwoners (-34,8%) in 30 jaar tijd.
| Demografische ontwikkeling van Markland tussen 1991 en 2021     |
| --------------------------------------------------------------- |
|                                                                 |
| Bron: Statistics Canada (1991–1996, 2001–2006, 2011–2016, 2021) |

### Taal
In 2021 hadden alle inwoners van Markland het Engels als moedertaal. Er waren zo'n vijftien inwoners (7%) die daarnaast ook het Frans machtig waren.